# Reinhold Könings
Reinhold Könings (1847-1927) was de eerste dirigent van de Philharmonie Sittard, van 1887 tot 1904.
Ook van 1909 tot 1917 was hij dirigent van het Sittardse orkest. Hij woonde op de Oude Markt 14 te Sittard, links naast het Mariapark. Dit pand werd later "Hotel de Notre Dame".